# Soldats sénégalais au camp de Mailly
Soldats sénégalais au camp de Mailly est une œuvre du peintre suisse Félix Vallotton (1865-1925), conservée au Musée départemental de l'Oise.

## Histoire et description
Les soldats des colonies ont joué un rôle dans la Première Guerre mondiale. L'armée française a recruté près de 158 000 hommes en Afrique du Nord et 134 000 en Afrique noire. L'ensemble des troupes coloniales comportait 600 000 combattants.
Le Camp de Mailly, créé en 1902 sur une superficie de 11 170 hectares, était une base de l'organisation du baraquement des troupes. Il logeait environ 350 officiers, 10 700 soldats et 690 chevaux.
En novembre 1916, le sous-secrétariat aux Beaux-Arts, le ministère de la Guerre et le grand quartier général autorisèrent quelques peintres à se rendre au front, pour peindre des tableaux de guerre. Félix Vallotton accompli sa mission artistique en juin 1917, sur le front de l'Ouest, en Champagne, quelques semaines après l'offensive d'avril-mai (Bataille des monts de Champagne), contemporaine à la bataille du Chemin des Dames. Des troupes coloniales ont participé à la bataille du Chemin des Dames, en avril 1917.
Dans l'impossibilité de représenter la guerre (à ses yeux le combat moderne était invisible) Félix Vallotton ne montra pas de scènes d'action.
À Paris, Félix Vallotton s'était approché du groupe des nabis, qui étaient des élèves et des appréciateurs de Paul Gauguin. En 1917 il peint des paysages « de guerre », pour donner libre cours à son style synthétique et à son sens de la couleur. Le vent dans les arbres et les rayons de lumière l’inspirait. Il reproduisait la sobriété des constructions et il utilisa des couleurs qui reflètent l'état de la lumière, une lumière procréatrice de dynamisme et de forme.
Assis entre les baraquements de planches, ces soldats sont au milieu d'un décor paisible, sous un ciel bleu. L'harmonie des couleurs révèle le style « nabi », avec les chéchias bleues et rouges, caractéristiques des troupes sénégalaises. Ces soldats à « peau noire » sont posés sur un fond clair. La désolation est exprimée  par  les visages, à l'air absent ou triste. 

### Expositions
- octobre 1917 : Peintres aux armées, Musée du Luxembourg, Paris.
- 26 mai 2012-24 septembre 2012 : Centre Pompidou-Metz.
- 26 mars 2019-21 juillet 2019 : Le Modèle noir, de Géricault à Matisse, Musée d'Orsay, Paris.